# 梅休因 (麻薩諸塞州)
梅休因（英語：Methuen）是一個位於美國麻薩諸塞州艾塞克斯縣的城市。

## 人口
根據2020年美國人口普查的數據，梅休因的面積為59.55平方千米，當中陸地面積為57.53平方千米，而水域面積為2.02平方千米。當地共有人口53059人，而人口密度為每平方千米891人。